# Hawar Mulla Mohammed
Hawar Mulla Mohammed Taher Zeebari  (ar.: هوار ملا محمد طاهر زيباري‎, ku.: هاواری‌ مه‌لا محه‌مه‌د) (Mosul, 1. lipnja 1981.) je bivši irački nogometaš. Godine 2005. izabran je za iračkog igrača godine. On je prvi Iračanin koji je zabio gol u Ligi prvaka, te uopće i zaigrao u njoj.

## Vanjske poveznice
- Stranica fanova
- Iračka reprezentacija
- Profil na Goal.com  Arhivirana inačica izvorne stranice od 18. prosinca 2007. (Wayback Machine)